# Дика гонка
«Дика гонка» (англ. The Wild Ride) — американська кримінальна драма 1960 року.

## Сюжет
Джонні Варрон ватажок банди молодих гонщиків, які катаються по дорогах Каліфорнії, порушують правила, п'ють алкоголь і постійно веселяться. Але одного разу він викрадає подругу свого приятеля, вбиває кількох поліцейських і, зрештою, його життя закінчується трагедією.

## У ролях
| Актор              | Роль          |
| ------------------ | ------------- |
| Джек Ніколсон      | Джонні Варрон |
| Джорджіанна Картер | Ненсі         |
| Роберт Бін         | Дейв          |
| Керол Бігбі        | Джойс         |
| Джон Бологні       | Барні         |
| Гері Еспіноза      | Кліфф         |
| Джудіт Тресайз     | Енн           |
| Веслі Марі Текітт  |               |
| Сидіні Волленс     |               |
| Донна Дебні        |               |
| Гаррі Корпі        |               |
| Леонард Вільямс    |               |
| Джон Голден        |               |
| Реймонд О'Дей      |               |
| Карл Вікнейр       | поліцейський  |